# 銀側紅點鮭
銀側紅點鮭，為輻鰭魚綱鮭形目鮭科的其中一種，為溫帶淡水魚，被IUCN列易危保育類動物，分布於歐洲德國Ammersee湖流域，體長可達30公分，棲息在底中層水域，生活習性不明。